# Дейвитон
Дейвитон, англ. Daveyton — тауншип (посёлок городского типа с преимущественно чёрным населением) в муниципалитете Экурхулени в провинции Гаутенг, ЮАР. Граничит с тауншипом Этватва на севере, городами Спрингс на востоке, Бенони на юге и Боксбургом на западе. Это один из крупнейших тауншипов в ЮАР.
Население составляет 127 967 человек (2011).
Основан в 1952 г., когда в эту местность в рамках политики апартеида из Бенони было принудительно переселено 151656 чернокожих. Это был первый чёрный тауншип, к которому было подведено электричество. В 1983 г. получил муниципальный статус.
С 1980 г. здесь функционировало большое количество общественных организаций и партий, в том числе входивших в Объединённый демократический фронт (United Democratic Front).
Дейвитон известен как родина многих талантливых футболистов, многие из которых играли в команде Kaizer Chiefs.
Также город популярен своей кулинарией. Они считается родиной «кота» (четверть буханки хлеба с наполнителем по выбору), которая является до сих пор популярным блюдом местного фаст-фуда.
Местной достопримечательностью являются автомобили марки «Шевроле» — здесь можно встретить практически любую когда-либо изготовленную модель этой фирмы. Однако начиная с 2008 г. местные такси, ранее тоже состоявшие в основном из «Шевроле», стали массово заменяться на модель Toyota Avanza.
Местный стиль архитектуры с открытой верандой повлиял на архитектурные стили в других регионах страны в период апартеида.